# Redon (Ille-et-Vilaine)
Redon település Franciaországban, Ille-et-Vilaine megyében. Lakosainak száma 9336 fő (2022. január 1.). Redon Saint-Jean-la-Poterie, Saint-Perreux, Bains-sur-Oust, Sainte-Marie, Rieux és Saint-Nicolas-de-Redon községekkel határos.

## Népesség
A település népessége az elmúlt években az alábbi módon változott:
| Lakosok száma | 9363 | 9170 | 9260 | 9601 | 9114 | 8914 | 9014 | 9287 | 9315 | 9336 |
|               | 1968 | 1982 | 1990 | 2006 | 2013 | 2015 | 2017 | 2019 | 2020 | 2022 |